# Ira (judaísmo)
En el judaísmo, la ira se considera un rasgo negativo que debe evitarse siempre que sea posible. El tema de la ira se trata en diversas fuentes judías, desde la Biblia hebrea y el Talmud hasta la ley rabínica, la Cábala, el jasidismo y las fuentes judías contemporáneas.

## Biblia hebrea
En el Libro del Génesis, el patriarca Jacob condenó la ira que había surgido en sus hijos Simeón y Leví: "Maldito sea su furor, porque fue impetuoso; y su ira, porque fue cruel."
Algunos comentaristas bíblicos señalan que el castigo de Dios a Moisés, al no permitirle entrar en la Tierra de Israel, se debió a la ira de Moisés contra el pueblo judío. Esta ira hizo que Moisés se olvidara de la palabra de Dios, maldijera a los israelitas y, en última instancia, provocara su propia muerte.[cita requerida]

## Literatura talmúdica
Restringirse de la ira se considera noble y deseable, como afirma la Ética de los Padres:
"Ben Zoma dijo:
¿Quién es fuerte? El que domina su inclinación al mal, como se afirma: 'El que es lento para la ira es mejor que un hombre fuerte, y el que domina sus pasiones es mejor que el que conquista una ciudad' (Proverbios 16:32)".
En otra parte, "Rabí Eliezer dice... No seas fácil de enojar".
El Talmud también hace hincapié en el efecto negativo que la ira tiene sobre la persona.

La ira hará que un sabio pierda su sabiduría, que una persona destinada a la grandeza la pierda.
The Talmud.

El Talmud relaciona la cólera con el engreimiento, afirmando: "Quien está enfadado ni siquiera considera importante la presencia de Hashem."

## Halajá
Quien se enfada es como si hubiera adorado ídolos.
Moses Maimonides, Mishneh Torah

En su sección dedicada a los rasgos éticos que debe adoptar una persona, el rabino Shlomo Ganzfried afirma en su Kitzur Shulchan Aruch: "La ira también es un rasgo muy perverso y debe evitarse a toda costa. Debes entrenarte para no enfadarte aunque tengas una buena razón para enfadarte".

## Kabbalah
El rabino Jaim Vital enseñó en nombre de su maestro, el rabino Isaac Luria, el Arizal, que la ira puede disiparse sumergiéndose en un baño ritual (mikve) dos veces por semana, los martes y los viernes. Mientras uno se sumerge, debe meditar sobre la idea de que el valor numérico (gematria) de la palabra hebrea "mikvah" (en hebreo: מקוה) (baño ritual) es el mismo que la palabra hebrea para ira ("ka'as, en hebreo: כעס).

### Judaísmo jasídico
El rabino Israel Baal Shem Tov, fundador del jasidismo, enseñó que la ira puede disiparse haciendo hincapié en el amor a Dios y la alegría en el cumplimiento de los mandamientos.: 1:326 
El rabino Shneur Zalman de Liadi interpreta que el paralelismo entre la cólera y la adoración de ídolos se debe a que los sentimientos de quien se ha enfadado suelen coincidir con un desprecio de la Providencia Divina -lo que sea que haya provocado la cólera fue ordenado en última instancia por Dios-, por lo que al enfadarse uno niega la mano de Dios en su vida.

Como con cualquier otra cosa, la forma de corregir [los rasgos de ira y orgullo] es paso a paso. El primer paso es esperar. No expreses verbalmente tu ira ni tu orgullo. De este modo, esas emociones no cobrarán impulso, como puede verse en la práctica.
El Rebe Lubavitcher, Rabino Menajem Mendel Schneerson.

## Judaísmo contemporáneo
El rabino Harold Kushner no encuentra motivos para enfadarse con Dios porque "nuestras desgracias no son obra suya". En contraste con la lectura bíblica de Kushner, David Blumenthal encuentra un "Dios abusador" cuyas acciones "a veces malvadas" provocan enérgicas protestas, pero sin cortar la relación del manifestante con Dios.
En una enseñanza atribuida al rabino Abraham Isaac Kook, cuando la ira es un modo de vida o cuando se expresa de forma injustificada, está prohibida por el judaísmo. Pero si una persona es agraviada, puede expresar sus sentimientos naturales, incluida la ira.